# Ordine del Crescente

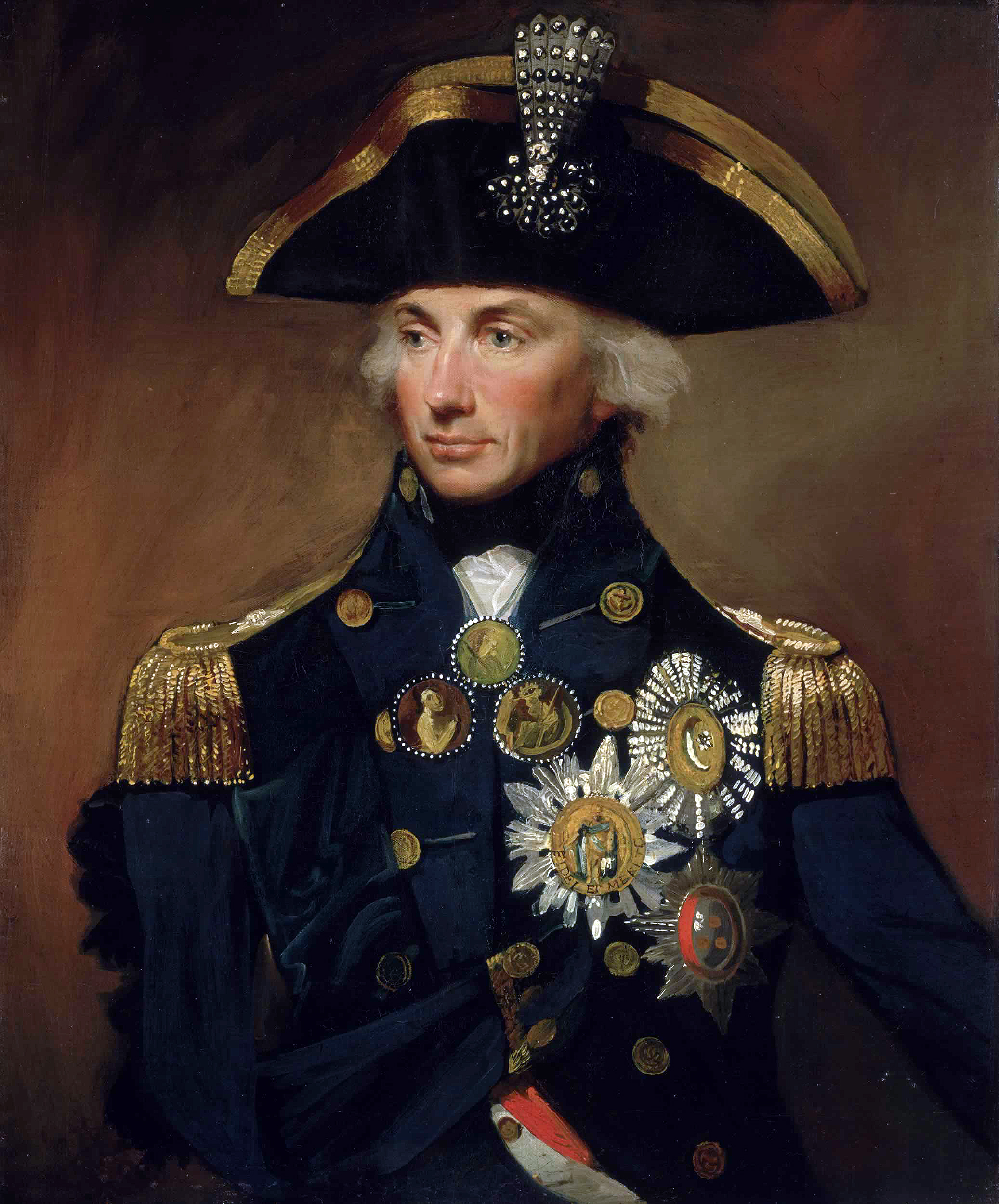
Horatio Nelson, in un ritratto di Lemuel Francis Abbott - si noti sul petto la prima decorazione in alto è l'Ordine del Crescente.

L'Ordine Imperiale del Crescente o Ordine Imperiale della Mezza Luna (in turco ottomano: Hilal Nishani) fu un ordine cavalleresco dell'Impero ottomano istituito nel 1799 dal sultano Selim III con il preciso intento di ricompensare degnamente Horatio Nelson, ammiraglio inglese e perciò anglicano, per la sua vittoria nella Battaglia del Nilo contro le truppe francesi che invadevano l'Egitto.
Tutti gli ordini cavallereschi ottomani che già esistevano non potevano essere conferiti ai non musulmani e pertanto Selim ideò l'Ordine del Crescente consegnandola nelle mani di Nelson, primo cavaliere, nell'agosto del 1799, oltre a consegnargli il chelengk. L'ordine venne quindi esteso anche ai militari inglesi intervenuti nelle campagne contro Napoleone in Egitto e che si fossero distinti per azioni militari e coraggio.
Malgrado però le tensioni politiche del tempo, il Collegio delle Armi inglese consentì a Nelson di portare pubblicamente l'onorificenza solo il 20 marzo 1802.
Coloro che erano destinatari dell'ordine erano prevalentemente militari inglesi e francesi (solitamente ufficiali di marina) che furono largamente presenti nei territori dell'Impero Ottomano durante le guerre napoleoniche

## Le insegne
La medaglia dell'Ordine consisteva in una placca radiante d'argento, con al centro un ovale smaltato d'azzurro avente una stella ed una mezzaluna in argento.
Il nastro era di colore rosso.
L'ordine aveva due gradi:
- Cavaliere di I Classe, che indossava le insegne unitamente ad una fascia attorno al collo, alla quale stava appesa la medaglia dell'Ordine
- Cavaliere di II Classe, che portava ornamenti più semplici unitamente ad una fascia dalla spalla destra a quella sinistra.

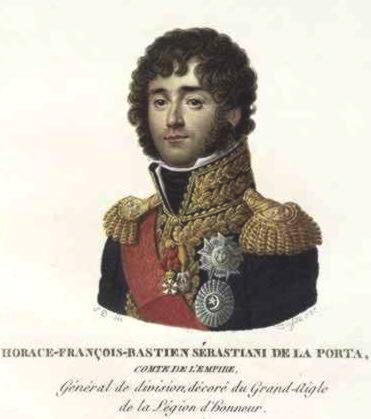
Horace François Bastien Sébastiani con la stella dell'Ordine del Crescente

## Insigniti notabili
- Horatio Nelson, 1799, da Selim III
- Charles Marsh Schomberg, 1801, da Selim III
- John Hely-Hutchinson, II conte di Donoughmore, da Selim III
- Maggiore generale Sir Eyre Coote, da Selim III
- George Elphinstone, I visconte Keith, da Selim III
- Richard Hussey Bickerton, da Selim III
- William Sidney Smith da Selim III
- Horace François Bastien Sébastiani de La Porta, 1807, da Mustafa IV